# Joséphine Mézeray
Pour les articles homonymes, voir Mézeray.
Marie Antoinette Joséphine Mézeray, dite Mademoiselle Mézeray, née le 10 mai 1774 à Paris, où elle est morte le 20 juin 1823, est une actrice française, sociétaire de la Comédie-Française.

## Biographie
Elle est la fille de Jacques Mézeray, limonadier de la Comédie-Française, installé rue Molière (actuelle rue Rotrou), qui a donné son nom au Café Mézeray, et de Marie-Antoinette Muret,.
Elle débute, le 21 juillet 1791, dans les rôles de Lucile, des Dehors trompeurs de Boissy au théâtre-français du faubourg Saint-Germain et de Zéneïde dans Zéneïde de Cahusac et Watelet. Sa nonchalance et sa dissipation entravent sa carrière.
Elle devient membre de la Comédie-Française en 1791. Elle est incarcérée, en septembre 1793, avec les comédiens, à la suite des représentations de Paméla ou la Vertu récompensée de François de Neufchâteau, à la prison Sainte-Pélagie, puis à la maison de santé de Belhomme. Libérée en 1795, elle fait partie de la troupe de Mlle de Raucourt jusqu'à la fermeture du théâtre Louvois. Elle joue Rosine dans Le Barbier de Séville  au théâtre de la Nation, et reprend les rôles de Mlle Lange, lorsque celle-ci quitte la Comédie-Française. Après la chute du directoire, elle réintègre la Comédie-Française, salle Richelieu, lors de la réunification de 1799.
Elle se contente, la plupart du temps, de doubler Mademoiselle Contat dans l'emploi des grandes coquettes, lorsque celle-ci s'absente de Paris, et crée quelques rôles dans les comédies de l'époque. Elle  joue La Coquette corrigée de La Noue, La Fausse Agnès de Destouches. Sa beauté supplée à son manque de sensibilité et surtout de travail.
Elle développe un goût pour le luxe. Elle a une relation suivie avec le peintre Jean-Baptiste Jacques Augustin, des rapports tendres avec le sculpteur Antoine. Elle est la favorite du gastronome Grimod de La Reynière,, l'amante de Joseph Fouché, de Lucien Bonaparte, pendant quelques mois,. Les Goncourt ont commenté sa « paresse et goût du plaisir ».
L'âge venant, on lui demande de prendre aussi l'emploi des mères nobles. En 1814, devant son incapacité à changer d'emploi et à corriger ses défauts, notamment une voix de tête devenue désagréable, le comité demande sa mise à la retraite, effective le 1er avril 1816, après la représentation d'adieu, le 27 décembre 1816.
N'ayant plus de riches protecteurs pour subvenir à ses besoins de luxe, couverte de dettes, Joséphine Mézeray est poursuivie par ses créanciers. Elle perd la tête, quitte son domicile et tente de mettre fin à ses jours en 1818, en se jetant dans un fossé plein d'eau derrière Les Invalides. Elle se laisse aller à la boisson et meurt en 1823, dans un état de folie délirante : selon les sources, soit à l'ancienne maison de santé du docteur Pierre Antoine Prost (reprise en 1820 par son confrère Esprit Blanche) au 4, rue Traînée (actuel 22, rue Norvins) à Montmartre, soit à l'hospice de Charenton.

## Carrière à la Comédie-Française
Entrée en 1791
Nommée 202e sociétaire en 1799
- 1791 : Le Conciliateur ou l'Homme aimable, comédie en cinq actes et en vers de Charles-Albert Demoustier, création le 19 septembre, Théâtre de l'Odéon, rôle de Lucille.
- 1792 : Paulin et Clairette ou les Deux Espiègles, comédie-opéra en deux actes en prose de Nicolas Dezède, création le 5 janvier, Théâtre de l'Odéon, rôle de Clairette.
- 1793 : Paméla ou la Vertu récompensée de Nicolas François de Neufchâteau, création le 1er août , théâtre de l'Odéon, rôle de Milady Daure.
- 1801 : Défiance et Malice, ou le Prêté-rendu, comédie en un acte et en vers de Michel Dieulafoy , représentée pour la première fois au théâtre Français de la République, le 4 septembre, rôle de Céphise[24].
- 1803 : Les Trois Sultanes, comédie en trois actes et en vers de Favart, représentée pour la première fois au théâtre-français, le 28 avril, rôle de Delia[25].

## Iconographie
- Tableau d'Antoine-Jean Ansiaux, huile sur toile, ovale, représentant Joséphine Mézeray  en train d'étudier le rôle de Célimène du Misanthrope de Molière, rôle qu'elle a tenu de 1799 à 1811[26],[4].

- Tableau d'Antoine-Jean Gros, huile sur toile[27].